# Serviciul Special pentru Influențe Active asupra Proceselor Hidrometeorologice

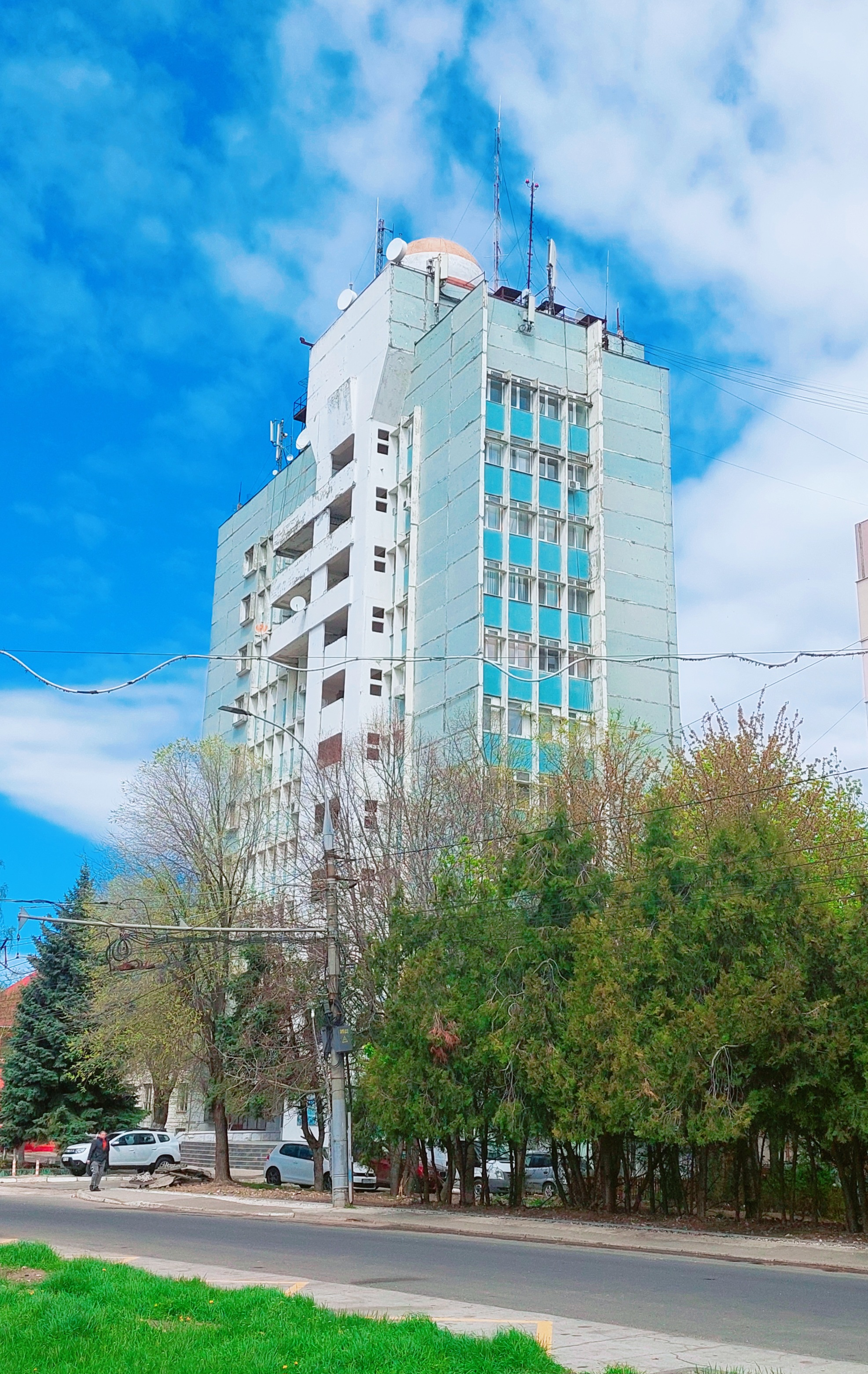
Clădirea administrativă al Serviciul Special

Serviciul Special pentru Influențe Active asupra Proceselor Hidrometeorologic este o instituție publică aflată în subordinea Ministerului Agriculturii și Industriei Alimentare din Republica Moldova. A fost înființat în anul 1964 cu scopul de a proteja culturile agricole împotriva grindinei prin aplicarea metodelor de intervenție activă asupra proceselor hidrometeorologice.

## Istoric
Serviciul Special pentru Influențe Active asupra Proceselor Hidrometeorologice a fost înființat în anul 1964, în contextul necesității protejării culturilor agricole împotriva fenomenelor meteorologice extreme, în special a căderilor de grindină. De-a lungul decadelor, instituția a evoluat dintr-un departament tehnico-operativ în cadrul agriculturii colective sovietice, într-un serviciu strategic al statului moldovean, cu atribuții specializate în intervenția activă în atmosferă.
După independența Republicii Moldova, serviciul a fost reorganizat și a intrat sub autoritatea Ministerului Agriculturii și Industriei Alimentare. Un punct de referință îl constituie Hotărârea Guvernului nr. 44 din 28 februarie 1994, care a reafirmat rolul serviciului în protejarea agriculturii naționale și a stabilit măsurile financiare, logistice și administrative necesare funcționării acestuia.

## Structură
Serviciul are o structură centrală administrativă cu sediul în Chișinău, precum și mai multe unități teritoriale de intervenție, dotate cu lansatoare de rachete antigrindină, echipamente meteorologice, stații de comunicații și personal specializat. Activitatea este organizată sezonier, în funcție de riscurile meteorologice și ciclurile agricole.
Serviciul funcționează în baza HOTĂRÂRE Guvernului Nr. 1120 din 27-10-2005 și a unui plan anual aprobat de către Ministerului Agriculturii și Industriei Alimentaret și colaborează cu autoritățile publice locale din regiunile protejate. Prin acestă HOTĂRÂRE Guvernului Nr. 1120 din 27-10-2005, statul  și-a asumat promovarea și finanțarea măsurilor de management al riscurilor climatice prin intervenții active în atmosferă, ca mijloc de combatere a fenomenelor meteorologice periculoase și ca măsură oficială de adaptare la schimbările climatice.
Serviciul desfășoară activități de:
- monitorizare meteorologică  a norilor cu potențial periculoși de grindină;
- lansare de rachete antigrindină pentru disocierea sau disiparea nucleelor de formare a grindinei;
- întreținerea și modernizarea infrastructurii tehnice utilizate pentru intervențiile active în atmosferă (radare, instalații de lansare, sisteme de calcul și alte echipamente de specialitate);
- cercetare aplicată în domeniul intervențiilor atmosferice;
- colaborare cu autorități naționale și internaționale pentru schimb de date și bune practici în domeniul influenței active asopra proceselor meteorologice.

Combaterea fenomenului de grindină are la bază prognoze meteorologice specializate și un proces decizional riguros, fundamentat științific. Monitorizarea atmosferei se realizează în timp real (24/24), cu ajutorul unei rețele de radare meteorologice performante și al unor sisteme software specializate, capabile să detecteze structura internă a norilor și evoluția fenomenelor meteo periculoase. Intervențiile operative se realizează în Punctele de Comandă ale Unităților Speciale de Combatere a Căderilor de Grindină și se declanșează exclusiv în situațiile în care coordonatorii din Punctul de Comandă constată, în urma analizei datelor, că toți parametrii meteorologici ai sistemelor noroase prezintă un risc iminent de grindină. 

## Tehnologia utilizată
Tehnologia utilizată presupune însămânțarea norilor cu iodură de argint (AgI), un agent activ cu structură cristalină, similară gheții, introdus în nor cu ajutorul rachetei antigrindină. Acest compus favorizează formarea unui număr mai mare de nuclee de condensare în interiorul norului, determinând distribuirea uniformă a masei de apă suprarăcită pe mai multe cristale de gheață mai mici. În acest mod, se reduce semnificativ șansa formării grindinei mari, în favoarea unor precipitații sub formă de ploaie sau, în anumite condiții, grindină de dimensiuni reduse, cu impact minim. Lansarea se face exclusiv în acei nori ce prezintă risc de formare a grindinei, fenomen cu un potențial distructiv pentru culturile agricole, infrastructură sau populație. Întregul proces este controlat strict și se desfășoară respectând legislația națională în vigoare și reglementările Organizației Meteorologice Mondiale (OMM). 
Scopul intervențiilor nu este acela de a „anula” fenomenele naturale, ci de a le modera intensitatea cu misiunea de a proteja comunitățile și agricultura împotriva efectelor extreme ale vremii. Combaterea grindinei și însămânțarea norilor nu reduc cantitatea de ploaie, ci, dimpotrivă, așa cum reiese din mai multe studii internaționale, se observă chiar o creștere de 10–15% a precipitațiilor în norii tratați. Zonele protejate  sunt stabilite anual, în funcție de riscul climatologic și resursele bugetare disponibile. De regulă, intervențiile sunt concentrate în regiunile agricole din centrul, nordul și sudul Republicii Moldova.

## Legislație
- HOTĂRÂRE Guvernului Nr. 1120 din 27-10-2005 - privind măsurile de asigurare a lucrărilor antigrindină.
- Alte reglementări interne ale Ministerului Agriculturii și Industriei Alimentare.

## Colaborări externe
Activitatea Serviciului Special pentru Influențe Active asupra Proceselor Hidrometeorologice din Republica Moldova (SSIA) este susținută printr-o serie de colaborări externe cu institute de cercetare, instituții guvernamentale și companii tehnologice din domeniul meteorologiei aplicate și al intervențiilor active în atmosferă. Aceste parteneriate urmăresc schimbul de experiență, transferul de tehnologie, precum și creșterea capacităților operaționale și de cercetare ale Serviciului.

### Colaborări instituționale internaționale

#### Cooperarea cu Japonia
În anul 2018, conducerea SSIA a participat, la invitația Institutului de Cercetări Meteorologice din Japonia (Meteorological Research Institute – MRI), la o vizită oficială axată pe modernizarea infrastructurii radar din Republica Moldova. Delegația moldovenească a avut întrevederi tehnice cu specialiști japonezi, a vizitat centre de cercetare de avangardă și a examinat soluții radar de ultimă generație, dezvoltate pentru prognoze meteo de înaltă rezoluție și detectarea fenomenelor periculoase.
Vizită de lucru a conducerii Serviciului la Institutul de Cercetări Meteorologice din Japonia
Delegatie oficială la radare japoneze de nouă generație
Această colaborare a deschis oportunități pentru implementarea în Republica Moldova a unor soluții radar compatibile cu standardele internaționale în vigoare, esențiale pentru eficientizarea măsurilor de protecție împotriva grindinei și secetei.

#### Colaborare cu Georgia
În cadrul unei vizite oficiale în Georgia, reprezentanții Serviciului Special au evaluat funcționarea unor instalații automate de lansare a rachetelor antigrindină, utilizate în sistemul georgian de combaterea grindinei. Vizita a vizat preluarea de bune practici privind automatizarea proceselor operaționale și integrarea senzoristicii moderne.
Demonstrație de funcționare a unei instalații automate de lansare antigrindină în Georgia

### Parteneriate științifice și tehnologice

#### Colaborare cu Federația Rusă
În februarie 2019, o instalație de lansare automatizată, produsă de compania „Hail Suppression Research Center” din Republica Kabardino-Balkară, Federația Rusă, a fost instalată și testată în cadrul Unității Speciale Cornești. Această companie este recunoscută pentru expertiza sa în domeniul fizicii norilor, meteorologiei și tehnologiilor de modificare artificială a vremii.
Instalație automată de lansare instalată la Cornești – februarie 2019

Această acțiune face parte dintr-un program amplu de modernizare și automatizare a infrastructurii tehnice a Serviciului, în vederea eficientizării intervențiilor împotriva grindinei și stimulării precipitațiilor în regiunile afectate de secetă.

## Recunoașterea internațională a eficienței Serviciului Special pentru Influențe Active asupra Proceselor Hidrometeorologice
În iulie 2018, la inițiativa Organizației pentru Alimentație și Agricultură (FAO), în Republica Moldova au fost invitați experți internaționali din cadrul Organizației Meteorologice Mondiale (WMO) pentru a analiza activitatea metodico-științifică a Serviciului Special pentru Influențe Active asupra Proceselor Hidrometeorologice. Printre specialiștii prezenți s-au numărat:
- Dr. Roelof T. Bruintjes (SUA)
- Prof. Andrea Flossmann (Franța)
- Dr. Kanamaru Hideki (Japonia)
- Dr. Ali M. Abshaev (Federația Rusă)
- Dr. Sessa Reuben (Ungaria)
- Dr. Robu Tudor
- Dr. Ludmila Gofman

Potrivit unei evaluări realizate de experți FAO și WMO (2018), sistemul antigrindină din Republica Moldova oferă o eficiență estimată între 70% și 90% în reducerea pierderilor agricole în zonele protejate. Deși costurile de întreținere rămân moderate, eficiența economică a intervențiilor este considerată favorabilă. În același timp, utilizarea iodurii de argint pare să contribuie la reducerea potențialului grindinelor distructive. Pe baza vizitelor de teren, a analizelor statistice și a simulărilor radar, grupul de experți a concluzionat că lansarea rachetelor antigrindină determină o scădere semnificativă a parametrilor radiolocaționali asociați formațiunilor atmosferice cu potențial de grindină. Aceste intervenții reduc energia cinetică a norilor și diminuează considerabil probabilitatea formării grindinei de mari dimensiuni, favorizând în schimb apariția ploilor sau, în anumite condiții, a grindinei de mică intensitate, cu impact redus asupra culturilor agricole.
Evaluarea eficienței pe termen lung a condus la concluzia unei eficiențe medii de 87%, cu o eficiență tehnologică minim garantată de 75%. Ca rezultat, pagubele provocate culturilor agricole sunt reduse în medie de 7,7 ori în zonele protejate, comparativ cu cele neacoperite de sistemul de protecție.
Recunoașterea oficială a acestor rezultate de către comunitatea meteorologică internațională confirmă valoarea științifică și eficiența tehnologică a metodelor aplicate de Republica Moldova în domeniul protecției active în atmosferă.

## Activitate științifică și modernizare tehnologică
Serviciul Special pentru Influențe Active asupra Proceselor Hidrometeorologice din Republica Moldova desfășoară o activitate științifică amplă, axată pe studierea particularităților dezvoltării norilor și a eficienței intervențiilor active în atmosferă. Printre direcțiile principale de cercetare se numără caracterizarea norilor la scară mezosinoptică prin metode polarimetrice, analiza influenței factorilor climatici regionali asupra proceselor de formare a grindinei, evaluarea eficienței aerosolilor utilizați și analiza difuziei reagenților în structura norilor. De asemenea, sunt investigate aspectele ecologice ale intervențiilor active și sunt testate noi tehnologii pentru modernizarea infrastructurii existente. În acest sens, au fost implementate receptoare și emițătoare digitale în cadrul stațiilor radiolocaționale, iar posibilitatea reutilării tehnice este explorată prin introducerea lansatoarelor automatizate. În colaborare cu Institutul Ingineriei Electronice și Nanotehnologii, a fost înființat un laborator dedicat testării eficacității reagenților. Până în prezent, opt colaboratori ai Serviciului au susținut teze de doctorat în domeniul fizicii atmosferice. Pe lângă activitatea de cercetare, Serviciul a organizat cursuri de formare pentru specialiști din numeroase țări și a stabilit parteneriate internaționale prin întâlniri de lucru cu reprezentanți din peste 25 de state. Eficiența fizică a lucrărilor antigrindină realizate în ultimul deceniu este estimată la aproximativ 88 ± 4%.

## Limitări tehnologice și operaționale ale intervențiilor
Eficiența lucrărilor de combatere a grindinei este condiționată de o serie de limitări tehnologice și restricții operaționale, menite să asigure siguranța populației și protecția infrastructurii strategice. Printre cele mai importante se numără interdicțiile privind lansarea rachetelor antigrindină în zonele apropiate de frontiera de stat, de centre raionale dens populate și de alte obiective de importanță națională. De asemenea, spațiul aerian restricționat limitează semnificativ posibilitățile de intervenție în anumite situații. Capacitatea de lansare este adesea insuficientă în cazul formațiunilor supercelulare de mari dimensiuni, iar numărul redus de rachete disponibile în punctele de lansare poate compromite eficiența acoperirii întregii zone afectate. În plus, condițiile meteorologice nefavorabile, cum ar fi procesele atmosferice reci din primăvară sau variațiile bruște de temperatură în straturile mijlocii ale atmosferei, pot scăpa detecției radiolocaționale, ceea ce duce la o alegere suboptimă a unghiului de lansare. În anumite cazuri, particulele de grindină mici, deși afectate de intervenție, nu se topesc complet și ajung la sol sub formă de măzăriche. Pe timp de caniculă, rachetele trebuie lansate la unghiuri foarte mari, ceea ce reduce raza efectivă de acțiune și creează zone neacoperite („găuri”) în cadrul ariei protejate.